# Гета (Болнисский муниципалитет)
Гета (груз. გეტა, азерб. Aşağı Güləver) — село Болнисского муниципалитета, края Квемо-Картли республики Грузия с 99 %-ным азербайджанским населением. Находится в юго-восточной части Грузии, на территории исторической области Борчалы.

## История
Село Гета (азерб. «Aşağı Güləver») некогда составляло единое целое с соседним селом Ципори (азерб. «Yuxarı Güləver»), под общим названием «Гюлявер» (азерб. «Güləver»). Но в дальнейшем, по мере возрастания населения и площади, было разделено на две части: «Yuxarı Güləver» (рус. «Верхний Гюлявер») и «Aşağı Güləver» (рус. «Нижний Гюлявер»).

### Топоним
В 1990–1991 годах, в результате изменения руководством Грузии исторических топонимов населённых пунктов этнических меньшинств в регионе, название села Ашагы Гюлявер (азерб. «Aşağı Güləver») было изменено на его нынешнее название - Гета.

## География
Село Гета находится в 17 км к западу от районного центра Болниси, на левом берегу реки Геди, на высоте 810 метров от уровня моря.
Граничит с селами Ципори, Чреши, Поцхвериани, Кианети, Джавшаниани, Дзедзвнариани, Дзвели-Квеши, Квеши, Хахаладжвари Болнисского Муниципалитета.

## Население
По данным Государственного статистического комитета Грузии, согласно официальной переписи 2002 года, численность населения села Гета составляет 698 человек и на 99 % состоит из азербайджанцев.

## Экономика
Население в основном занимается овцеводством, скотоводством и сельским хозяйством. Жители села испытывают трудности с оросительной водой, что затрудняет развитие фермерских хозяйств.

## Достопримечательности
- Средняя школа[11]

## Известные уроженцы
- Алияр Намазов – профессор;[6]
- Керим Мамедов – профессор;[6]
- Теймур Гараев – учёный, исследователь азербайджанских диалектов в Грузии.[6]
- Али Абдуллах (Тариел Абдуллаев) - Исламский теолог, автор книги "İslamda yemək-içmək və heyvan kəsimi" Архивная копия от 1 августа 2017 на Wayback Machine